# Libanons premiärminister
Libanons premiärminister (arabiska رئيس وزراء لبنان, rayiys wuzara' Lubnan) är Libanons regeringschef. För tillfället är premiärministers post vakant för att Hassan Diab avgick men fungerar ändå som expeditionsregerings chef. Den förste premiärminister efter Libanons självständighet var Riad Al Solh.
Enligt Libanons grundlag måste premiärminister alltid vara en sunnimuslim.
Premiärministers officiella residens heter Grand Serail som ligger några kilometer från parlamentsbyggnaden i Beirut.
Vid sidan av att fungera som regeringschef, inkluderar premiärministers uppgifter bl.a. att:
- genomföra regeringsförhandlingar
- fungera som vice-president till nationella försvarsrådet
- öppna en extra sessionsperiod i parlamentet vid behov